# Herochroma hypoglauca
Herochroma hypoglauca är en fjärilsart som beskrevs av George Francis Hampson 1895. Herochroma hypoglauca ingår i släktet Herochroma och familjen mätare. Inga underarter finns listade i Catalogue of Life.